# Strade Bianche 2022
Strade Bianche 2022 var den 16. udgave af det italienske cykelløb Strade Bianche. Det 184 km lange linjeløb blev kørt den 5. marts 2022 med start og mål i Siena i det sydlige Toscana. Det indeholdt 11 sektorer med grusvej. Løbet var tredje arrangement på UCI World Tour 2022. Løbet blev vundet af slovenske Tadej Pogačar fra UAE Team Emirates.

## Resultater
| \| Samlede stilling \| Samlede stilling \| Samlede stilling \| Samlede stilling \| Samlede stilling \| \| Rytter \| Rytter \| Hold \| Tid \| \| \| ---------------- \| --------------------- \| ---------------------------------- \| ---------------- \| ---------------- \| \| 1. \| Tadej Pogačar \| UAE Team Emirates \| 4t 47' 49" \| \| \| 2. \| Alejandro Valverde \| Movistar Team \| + 37" \| \| \| 3. \| Kasper Asgreen \| Quick-Step Alpha Vinyl \| + 46" \| \| \| 4. \| Attila Valter \| Groupama-FDJ \| + 1' 07" \| \| \| 5. \| Pello Bilbao \| Bahrain Victorious \| + 1' 09" \| \| \| 6. \| Jhonatan Narváez \| Ineos Grenadiers \| + 1' 09" \| \| \| 7. \| Quinn Simmons \| Trek-Segafredo \| + 1' 21" \| \| \| 8. \| Tim Wellens \| Lotto-Soudal \| + 1' 25" \| \| \| 9. \| Simone Petilli \| Intermarché-Wanty-Gobert Matériaux \| + 1' 35" \| \| \| 10. \| Sergio Higuita \| Bora-Hansgrohe \| + 1' 53" \| \| \| 11. \| Michael Valgren \| EF Education-EasyPost \| + 1' 56" \| \| \| 12. \| Floris De Tier \| Alpecin-Fenix \| + 1' 57" \| \| \| 13. \| Lorenzo Rota \| Intermarché-Wanty-Gobert Matériaux \| + 1' 57" \| \| \| 14. \| Sébastien Reichenbach \| Groupama-FDJ \| + 1' 57" \| \| \| 15. \| Ruben Guerreiro \| EF Education-EasyPost \| + 1' 57" \| \| \| 16. \| Toms Skujiņš \| Trek-Segafredo \| + 2' 00" \| \| \| 17. \| Andrea Vendrame \| AG2R Citroën Team \| + 2' 02" \| \| \| 18. \| Jai Hindley \| Bora-Hansgrohe \| + 2' 03" \| \| \| 19. \| Filippo Zana \| Bardiani CSF Faizanè \| + 2' 05" \| \| \| 20. \| Carlos Rodríguez \| Ineos Grenadiers \| + 2' 07" \| \| |                       |                                    |            |
| |                       |                                    |            |
| Kilde: ProCyclingStats |                       |                                    |            |
| Samlede stilling |                       |                                    |            |
| Rytter | Rytter                | Hold                               | Tid        |
| 1. | Tadej Pogačar         | UAE Team Emirates                  | 4t 47' 49" |
| 2. | Alejandro Valverde    | Movistar Team                      | + 37"      |
| 3. | Kasper Asgreen        | Quick-Step Alpha Vinyl             | + 46"      |
| 4. | Attila Valter         | Groupama-FDJ                       | + 1' 07"   |
| 5. | Pello Bilbao          | Bahrain Victorious                 | + 1' 09"   |
| 6. | Jhonatan Narváez      | Ineos Grenadiers                   | + 1' 09"   |
| 7. | Quinn Simmons         | Trek-Segafredo                     | + 1' 21"   |
| 8. | Tim Wellens           | Lotto-Soudal                       | + 1' 25"   |
| 9. | Simone Petilli        | Intermarché-Wanty-Gobert Matériaux | + 1' 35"   |
| 10. | Sergio Higuita        | Bora-Hansgrohe                     | + 1' 53"   |
| 11. | Michael Valgren       | EF Education-EasyPost              | + 1' 56"   |
| 12. | Floris De Tier        | Alpecin-Fenix                      | + 1' 57"   |
| 13. | Lorenzo Rota          | Intermarché-Wanty-Gobert Matériaux | + 1' 57"   |
| 14. | Sébastien Reichenbach | Groupama-FDJ                       | + 1' 57"   |
| 15. | Ruben Guerreiro       | EF Education-EasyPost              | + 1' 57"   |
| 16. | Toms Skujiņš          | Trek-Segafredo                     | + 2' 00"   |
| 17. | Andrea Vendrame       | AG2R Citroën Team                  | + 2' 02"   |
| 18. | Jai Hindley           | Bora-Hansgrohe                     | + 2' 03"   |
| 19. | Filippo Zana          | Bardiani CSF Faizanè               | + 2' 05"   |
| 20. | Carlos Rodríguez      | Ineos Grenadiers                   | + 2' 07"   |

## Hold og ryttere
| UCI WorldTeams (17)- Team DSM - Trek-Segafredo - Israel-Premier Tech - Bora-Hansgrohe - Quick-Step Alpha Vinyl - Bahrain Victorious - BikeExchange-Jayco - Intermarché-Wanty-Gobert Matériaux - UAE Team Emirates - Jumbo-Visma - Astana Qazaqstan Team - EF Education-EasyPost - AG2R Citroën Team - Groupama-FDJ - Ineos Grenadiers - Lotto-Soudal - Movistar Team UCI ProTeams (5)- Alpecin-Fenix - Bardiani-CSF-Faizanè - Eolo-Kometa - Drone Hopper-Androni Giocattoli - Arkéa-Samsic |
| |

### Danske ryttere
| Danske ryttere på startlisten |                       |                        |           |
| Rygnummer                     | Rytter                | Hold                   | Placering |
| 2                             | Kasper Asgreen        | Quick-Step Alpha Vinyl | 3         |
| 4                             | Mikkel Frølich Honoré | Quick-Step Alpha Vinyl | 67        |
| 81                            | Michael Valgren       | EF Education-EasyPost  | 11        |
| 131                           | Jakob Fuglsang        | Israel-Premier Tech    | 36        |
| 154                           | Andreas Kron          | Lotto-Soudal           | 24        |
| 163                           | Mathias Norsgaard     | Movistar Team          | 75        |
| 203                           | Alexander Kamp        | Trek-Segafredo         | 38        |
| 212                           | Mikkel Bjerg          | UAE Team Emirates      | DNF       |

* DNF = gennemførte ikke

### Startliste
| Quick-Step Alpha Vinyl QST | Quick-Step Alpha Vinyl QST          | Quick-Step Alpha Vinyl QST |
| -------------------------- | ----------------------------------- | -------------------------- |
| Nr.                        | Rytter                              | Placering                  |
| 1                          | Julian Alaphilippe (FRA) (landevej) | 58.                        |
| 2                          | Kasper Asgreen (DEN)                | 3.                         |
| 3                          | Dries Devenyns (BEL)                | DNF                        |
| 4                          | Mikkel Honoré (DEN)                 | 67.                        |
| 5                          | Mauro Schmid (SUI)                  | DNF                        |
| 6                          | Pieter Serry (BEL)                  | 40.                        |
| 7                          | Louis Vervaeke (BEL)                | DNF                        |

| AG2R Citroën Team ACT | AG2R Citroën Team ACT   | AG2R Citroën Team ACT |
| --------------------- | ----------------------- | --------------------- |
| Nr.                   | Rytter                  | Placering             |
| 11                    | Greg Van Avermaet (BEL) | 41.                   |
| 12                    | Clément Berthet (FRA)   | 76.                   |
| 13                    | Lilian Calmejane (FRA)  | 42.                   |
| 14                    | Benoît Cosnefroy (FRA)  | 29.                   |
| 15                    | Michael Schär (SUI)     | 66.                   |
| 16                    | Andrea Vendrame (ITA)   | 17.                   |
| 17                    | Clément Venturini (FRA) | DNF                   |

| Alpecin-Fenix AFC | Alpecin-Fenix AFC       | Alpecin-Fenix AFC |
| ----------------- | ----------------------- | ----------------- |
| Nr.               | Rytter                  | Placering         |
| 21                | Floris De Tier (BEL)    | 12.               |
| 22                | Michael Gogl (AUT)      | DNF               |
| 23                | Xandro Meurisse (BEL)   | 22.               |
| 24                | Stefano Oldani (ITA)    | DNF               |
| 25                | Robert Stannard (AUS)   | 51.               |
| 26                | Scott Thwaites (GBR)    | 44.               |
| 27                | Gianni Vermeersch (BEL) | DNF               |

| Astana Qazaqstan Team AST | Astana Qazaqstan Team AST | Astana Qazaqstan Team AST |
| ------------------------- | ------------------------- | ------------------------- |
| Nr.                       | Rytter                    | Placering                 |
| 31                        | Gianni Moscon (ITA)       | DNF                       |
| 32                        | Leonardo Basso (ITA)      | DNF                       |
| 33                        | Manuele Boaro (ITA)       | DNF                       |
| 34                        | Michele Gazzoli (ITA)     | DNF                       |
| 35                        | Miguel Ángel López (COL)  | DNF                       |
| 36                        | Davide Martinelli (ITA)   | DNF                       |
| 37                        | Simone Velasco (ITA)      | 21.                       |

| Bahrain Victorious TBV | Bahrain Victorious TBV         | Bahrain Victorious TBV |
| ---------------------- | ------------------------------ | ---------------------- |
| Nr.                    | Rytter                         | Placering              |
| 41                     | Matej Mohorič (SLO) (landevej) | DNF                    |
| 42                     | Pello Bilbao (ESP)             | 5.                     |
| 43                     | Heinrich Haussler (AUS)        | DNF                    |
| 44                     | Alejandro Osorio (COL)         | DNS                    |
| 45                     | Hermann Pernsteiner (AUT)      | 46.                    |
| 46                     | Jan Tratnik (SLO)              | 37.                    |
| 47                     | Edoardo Zambanini (ITA)        | 37.                    |

| Bardiani CSF Faizanè BCF | Bardiani CSF Faizanè BCF | Bardiani CSF Faizanè BCF |
| ------------------------ | ------------------------ | ------------------------ |
| Nr.                      | Rytter                   | Placering                |
| 51                       | Giovanni Visconti (ITA)  | DNF                      |
| 52                       | Jonathan Cañaveral (COL) | DNF                      |
| 53                       | Filippo Fiorelli (ITA)   | DNF                      |
| 54                       | Davide Gabburo (ITA)     | 70.                      |
| 55                       | Alex Tolio (ITA)         | DNF                      |
| 56                       | Filippo Zana (ITA)       | 19.                      |
| 57                       | Samuele Zoccarato (ITA)  | 52.                      |

| Bora-Hansgrohe BOH | Bora-Hansgrohe BOH              | Bora-Hansgrohe BOH |
| ------------------ | ------------------------------- | ------------------ |
| Nr.                | Rytter                          | Placering          |
| 61                 | Cesare Benedetti (POL)          | DNF                |
| 62                 | Patrick Gamper (AUT)            | 69.                |
| 63                 | Sergio Higuita (COL) (landevej) | 10.                |
| 64                 | Jai Hindley (AUS)               | 18.                |
| 65                 | Patrick Konrad (AUT) (landevej) | DNF                |
| 66                 | Ide Schelling (NED)             | 83.                |
| 67                 | Ben Zwiehoff (GER)              | 43.                |

| Drone Hopper-Androni Giocattoli DRA | Drone Hopper-Androni Giocattoli DRA | Drone Hopper-Androni Giocattoli DRA |
| ----------------------------------- | ----------------------------------- | ----------------------------------- |
| Nr.                                 | Rytter                              | Placering                           |
| 71                                  | Juan Diego Alba (COL)               | DNF                                 |
| 72                                  | Mattia Bais (ITA)                   | 62.                                 |
| 73                                  | Umberto Marengo (ITA)               | DNF                                 |
| 74                                  | Simone Ravanelli (ITA)              | DNS                                 |
| 75                                  | Jhonatan Restrepo (COL)             | 65.                                 |
| 76                                  | Gabriele Benedetti (ITA)            | DNF                                 |
| 77                                  | Edoardo Zardini (ITA)               | DNF                                 |

| EF Education-EasyPost EFE | EF Education-EasyPost EFE | EF Education-EasyPost EFE |
| ------------------------- | ------------------------- | ------------------------- |
| Nr.                       | Rytter                    | Placering                 |
| 81                        | Michael Valgren (DEN)     | 11.                       |
| 82                        | Jonathan Caicedo (ECU)    | 55.                       |
| 83                        | Ruben Guerreiro (POR)     | 15.                       |
| 84                        | Ben Healy (IRL)           | DNF                       |
| 86                        | Thomas Scully (NZL)       | 78.                       |
| 87                        | Marijn van den Berg (NED) | 87.                       |

| Eolo-Kometa EOK | Eolo-Kometa EOK              | Eolo-Kometa EOK |
| --------------- | ---------------------------- | --------------- |
| Nr.             | Rytter                       | Placering       |
| 91              | Vincenzo Albanese (ITA)      | 25.             |
| 92              | Simone Bevilacqua (ITA)      | DNF             |
| 93              | Márton Dina (HUN)            | DNF             |
| 94              | Erik Fetter (HUN)            | 47.             |
| 95              | Sergio García González (ESP) | HD              |
| 96              | Samuele Rivi (ITA)           | 86.             |
| 97              | Diego Sevilla (ESP)          | 64.             |

| Groupama-FDJ GFC | Groupama-FDJ GFC            | Groupama-FDJ GFC |
| ---------------- | --------------------------- | ---------------- |
| Nr.              | Rytter                      | Placering        |
| 101              | Thibaut Pinot (FRA)         | 49.              |
| 102              | Lewis Askey (GBR)           | 35.              |
| 103              | Antoine Duchesne (CAN)      | DNF              |
| 104              | Fabian Lienhard (SUI)       | 63.              |
| 105              | Tobias Ludvigsson (SWE)     | 60.              |
| 106              | Sébastien Reichenbach (SUI) | 14.              |
| 107              | Attila Valter (HUN)         | 4.               |

| Ineos Grenadiers IGD | Ineos Grenadiers IGD       | Ineos Grenadiers IGD |
| -------------------- | -------------------------- | -------------------- |
| Nr.                  | Rytter                     | Placering            |
| 111                  | Salvatore Puccio (ITA)     | DNF                  |
| 112                  | Richard Carapaz (ECU)      | 30.                  |
| 113                  | Jhonatan Narváez (ECU)     | 6.                   |
| 114                  | Carlos Rodríguez (ESP)     | 20.                  |
| 115                  | Ben Swift (GBR) (landevej) | DNF                  |
| 117                  | Ben Turner (GBR)           | 81.                  |

| Intermarché-Wanty-Gobert Matériaux IWG | Intermarché-Wanty-Gobert Matériaux IWG | Intermarché-Wanty-Gobert Matériaux IWG |
| -------------------------------------- | -------------------------------------- | -------------------------------------- |
| Nr.                                    | Rytter                                 | Placering                              |
| 121                                    | Quinten Hermans (BEL)                  | 54.                                    |
| 122                                    | Jan Bakelants (BEL)                    | DNF                                    |
| 123                                    | Théo Delacroix (FRA)                   | DNF                                    |
| 124                                    | Simone Petilli (ITA)                   | 9.                                     |
| 125                                    | Domenico Pozzovivo (ITA)               | DNF                                    |
| 126                                    | Lorenzo Rota (ITA)                     | 13.                                    |
| 127                                    | Taco van der Hoorn (NED)               | 80.                                    |

| Israel-Premier Tech IPT | Israel-Premier Tech IPT  | Israel-Premier Tech IPT |
| ----------------------- | ------------------------ | ----------------------- |
| Nr.                     | Rytter                   | Placering               |
| 131                     | Jakob Fuglsang (DEN)     | 36.                     |
| 132                     | Matthias Brändle (AUT)   | DNF                     |
| 133                     | Alexander Cataford (CAN) | 77.                     |
| 134                     | Simon Clarke (AUS)       | 26.                     |
| 135                     | Taj Jones (AUS)          | DNF                     |
| 136                     | Krists Neilands (LAT)    | 57.                     |
| 137                     | Guy Sagiv (ISR)          | DNF                     |

| Jumbo-Visma TJV | Jumbo-Visma TJV              | Jumbo-Visma TJV |
| --------------- | ---------------------------- | --------------- |
| Nr.             | Rytter                       | Placering       |
| 141             | Tiesj Benoot (BEL)           | DNF             |
| 142             | Koen Bouwman (NED)           | 45.             |
| 144             | Robert Gesink (NED)          | 68.             |
| 145             | Sepp Kuss (USA)              | 31.             |
| 146             | Timo Roosen (NED) (landevej) | 72.             |
| 147             | Milan Vader (NED)            | 50.             |

| Lotto-Soudal LTS | Lotto-Soudal LTS         | Lotto-Soudal LTS |
| ---------------- | ------------------------ | ---------------- |
| Nr.              | Rytter                   | Placering        |
| 151              | Tim Wellens (BEL)        | 8.               |
| 152              | Victor Campenaerts (BEL) | DNF              |
| 153              | Roger Kluge (GER)        | 59.              |
| 154              | Andreas Kron (DEN)       | 24.              |
| 155              | Harry Sweeny (AUS)       | HD               |
| 156              | Maxim Van Gils (BEL)     | 53.              |
| 157              | Brent Van Moer (BEL)     | DNF              |

| Movistar Team MOV | Movistar Team MOV        | Movistar Team MOV |
| ----------------- | ------------------------ | ----------------- |
| Nr.               | Rytter                   | Placering         |
| 161               | Alejandro Valverde (ESP) | 2.                |
| 162               | Jorge Arcas (ESP)        | DNF               |
| 163               | Mathias Norsgaard (DEN)  | 75.               |
| 164               | Lluís Mas (ESP)          | DNF               |
| 165               | Nelson Oliveira (POR)    | 33.               |
| 166               | Einer Rubio (COL)        | DNF               |
| 167               | Gonzalo Serrano (ESP)    | 48.               |

| Arkéa-Samsic ARK | Arkéa-Samsic ARK          | Arkéa-Samsic ARK |
| ---------------- | ------------------------- | ---------------- |
| Nr.              | Rytter                    | Placering        |
| 171              | Warren Barguil (FRA)      | 27.              |
| 172              | Anthony Delaplace (FRA)   | 34.              |
| 173              | Miguel Flórez López (COL) | 85.              |
| 174              | Élie Gesbert (FRA)        | DNF              |
| 175              | Romain Hardy (FRA)        | HD               |
| 176              | Alan Riou (FRA)           | 82.              |
| 177              | Clément Russo (FRA)       | 73.              |

| BikeExchange-Jayco BEX | BikeExchange-Jayco BEX   | BikeExchange-Jayco BEX |
| ---------------------- | ------------------------ | ---------------------- |
| Nr.                    | Rytter                   | Placering              |
| 181                    | Michael Matthews (AUS)   | DNF                    |
| 182                    | Sam Bewley (NZL)         | DNF                    |
| 183                    | Kevin Colleoni (ITA)     | 74.                    |
| 184                    | Tsgabu Grmay (ETH)       | DNF                    |
| 185                    | Alexander Konysjev (ITA) | DNF                    |
| 187                    | Matteo Sobrero (ITA)     | DNF                    |

| Team DSM DSM | Team DSM DSM            | Team DSM DSM |
| ------------ | ----------------------- | ------------ |
| Nr.          | Rytter                  | Placering    |
| 191          | Nikias Arndt (GER)      | DNF          |
| 192          | Marco Brenner (GER)     | DNF          |
| 193          | Romain Combaud (FRA)    | 61.          |
| 194          | Chris Hamilton (AUS)    | DNF          |
| 195          | Leon Heinschke (GER)    | DNF          |
| 196          | Joris Nieuwenhuis (NED) | 39.          |

| Trek-Segafredo TFS | Trek-Segafredo TFS            | Trek-Segafredo TFS |
| ------------------ | ----------------------------- | ------------------ |
| Nr.                | Rytter                        | Placering          |
| 201                | Gianluca Brambilla (ITA)      | DNF                |
| 202                | Dario Cataldo (ITA)           | 56.                |
| 203                | Alexander Kamp (DEN)          | 38.                |
| 204                | Antonio Tiberi (ITA)          | 71.                |
| 205                | Quinn Simmons (USA)           | 7.                 |
| 206                | Toms Skujiņš (LAT) (landevej) | 16.                |
| 207                | Edward Theuns (BEL)           | 84.                |

| UAE Team Emirates UAD | UAE Team Emirates UAD      | UAE Team Emirates UAD |
| --------------------- | -------------------------- | --------------------- |
| Nr.                   | Rytter                     | Placering             |
| 211                   | Tadej Pogačar (SLO)        | 1.                    |
| 212                   | Mikkel Bjerg (DEN)         | DNF                   |
| 213                   | Alessandro Covi (ITA)      | 28.                   |
| 214                   | Maximiliano Richeze (ARG)  | DNF                   |
| 215                   | Vegard Stake Laengen (NOR) | DNF                   |
| 216                   | Marc Soler (ESP)           | 79.                   |
| 217                   | Diego Ulissi (ITA)         | 23.                   |

| Quick-Step Alpha Vinyl QST | Quick-Step Alpha Vinyl QST          | Quick-Step Alpha Vinyl QST |
| -------------------------- | ----------------------------------- | -------------------------- |
| Nr.                        | Rytter                              | Placering                  |
| 1                          | Julian Alaphilippe (FRA) (landevej) | 58.                        |
| 2                          | Kasper Asgreen (DEN)                | 3.                         |
| 3                          | Dries Devenyns (BEL)                | DNF                        |
| 4                          | Mikkel Honoré (DEN)                 | 67.                        |
| 5                          | Mauro Schmid (SUI)                  | DNF                        |
| 6                          | Pieter Serry (BEL)                  | 40.                        |
| 7                          | Louis Vervaeke (BEL)                | DNF                        |

| AG2R Citroën Team ACT | AG2R Citroën Team ACT   | AG2R Citroën Team ACT |
| --------------------- | ----------------------- | --------------------- |
| Nr.                   | Rytter                  | Placering             |
| 11                    | Greg Van Avermaet (BEL) | 41.                   |
| 12                    | Clément Berthet (FRA)   | 76.                   |
| 13                    | Lilian Calmejane (FRA)  | 42.                   |
| 14                    | Benoît Cosnefroy (FRA)  | 29.                   |
| 15                    | Michael Schär (SUI)     | 66.                   |
| 16                    | Andrea Vendrame (ITA)   | 17.                   |
| 17                    | Clément Venturini (FRA) | DNF                   |

| Alpecin-Fenix AFC | Alpecin-Fenix AFC       | Alpecin-Fenix AFC |
| ----------------- | ----------------------- | ----------------- |
| Nr.               | Rytter                  | Placering         |
| 21                | Floris De Tier (BEL)    | 12.               |
| 22                | Michael Gogl (AUT)      | DNF               |
| 23                | Xandro Meurisse (BEL)   | 22.               |
| 24                | Stefano Oldani (ITA)    | DNF               |
| 25                | Robert Stannard (AUS)   | 51.               |
| 26                | Scott Thwaites (GBR)    | 44.               |
| 27                | Gianni Vermeersch (BEL) | DNF               |

| Astana Qazaqstan Team AST | Astana Qazaqstan Team AST | Astana Qazaqstan Team AST |
| ------------------------- | ------------------------- | ------------------------- |
| Nr.                       | Rytter                    | Placering                 |
| 31                        | Gianni Moscon (ITA)       | DNF                       |
| 32                        | Leonardo Basso (ITA)      | DNF                       |
| 33                        | Manuele Boaro (ITA)       | DNF                       |
| 34                        | Michele Gazzoli (ITA)     | DNF                       |
| 35                        | Miguel Ángel López (COL)  | DNF                       |
| 36                        | Davide Martinelli (ITA)   | DNF                       |
| 37                        | Simone Velasco (ITA)      | 21.                       |

| Bahrain Victorious TBV | Bahrain Victorious TBV         | Bahrain Victorious TBV |
| ---------------------- | ------------------------------ | ---------------------- |
| Nr.                    | Rytter                         | Placering              |
| 41                     | Matej Mohorič (SLO) (landevej) | DNF                    |
| 42                     | Pello Bilbao (ESP)             | 5.                     |
| 43                     | Heinrich Haussler (AUS)        | DNF                    |
| 44                     | Alejandro Osorio (COL)         | DNS                    |
| 45                     | Hermann Pernsteiner (AUT)      | 46.                    |
| 46                     | Jan Tratnik (SLO)              | 37.                    |
| 47                     | Edoardo Zambanini (ITA)        | 37.                    |

| Bardiani CSF Faizanè BCF | Bardiani CSF Faizanè BCF | Bardiani CSF Faizanè BCF |
| ------------------------ | ------------------------ | ------------------------ |
| Nr.                      | Rytter                   | Placering                |
| 51                       | Giovanni Visconti (ITA)  | DNF                      |
| 52                       | Jonathan Cañaveral (COL) | DNF                      |
| 53                       | Filippo Fiorelli (ITA)   | DNF                      |
| 54                       | Davide Gabburo (ITA)     | 70.                      |
| 55                       | Alex Tolio (ITA)         | DNF                      |
| 56                       | Filippo Zana (ITA)       | 19.                      |
| 57                       | Samuele Zoccarato (ITA)  | 52.                      |

| Bora-Hansgrohe BOH | Bora-Hansgrohe BOH              | Bora-Hansgrohe BOH |
| ------------------ | ------------------------------- | ------------------ |
| Nr.                | Rytter                          | Placering          |
| 61                 | Cesare Benedetti (POL)          | DNF                |
| 62                 | Patrick Gamper (AUT)            | 69.                |
| 63                 | Sergio Higuita (COL) (landevej) | 10.                |
| 64                 | Jai Hindley (AUS)               | 18.                |
| 65                 | Patrick Konrad (AUT) (landevej) | DNF                |
| 66                 | Ide Schelling (NED)             | 83.                |
| 67                 | Ben Zwiehoff (GER)              | 43.                |

| Drone Hopper-Androni Giocattoli DRA | Drone Hopper-Androni Giocattoli DRA | Drone Hopper-Androni Giocattoli DRA |
| ----------------------------------- | ----------------------------------- | ----------------------------------- |
| Nr.                                 | Rytter                              | Placering                           |
| 71                                  | Juan Diego Alba (COL)               | DNF                                 |
| 72                                  | Mattia Bais (ITA)                   | 62.                                 |
| 73                                  | Umberto Marengo (ITA)               | DNF                                 |
| 74                                  | Simone Ravanelli (ITA)              | DNS                                 |
| 75                                  | Jhonatan Restrepo (COL)             | 65.                                 |
| 76                                  | Gabriele Benedetti (ITA)            | DNF                                 |
| 77                                  | Edoardo Zardini (ITA)               | DNF                                 |

| EF Education-EasyPost EFE | EF Education-EasyPost EFE | EF Education-EasyPost EFE |
| ------------------------- | ------------------------- | ------------------------- |
| Nr.                       | Rytter                    | Placering                 |
| 81                        | Michael Valgren (DEN)     | 11.                       |
| 82                        | Jonathan Caicedo (ECU)    | 55.                       |
| 83                        | Ruben Guerreiro (POR)     | 15.                       |
| 84                        | Ben Healy (IRL)           | DNF                       |
| 86                        | Thomas Scully (NZL)       | 78.                       |
| 87                        | Marijn van den Berg (NED) | 87.                       |

| Eolo-Kometa EOK | Eolo-Kometa EOK              | Eolo-Kometa EOK |
| --------------- | ---------------------------- | --------------- |
| Nr.             | Rytter                       | Placering       |
| 91              | Vincenzo Albanese (ITA)      | 25.             |
| 92              | Simone Bevilacqua (ITA)      | DNF             |
| 93              | Márton Dina (HUN)            | DNF             |
| 94              | Erik Fetter (HUN)            | 47.             |
| 95              | Sergio García González (ESP) | HD              |
| 96              | Samuele Rivi (ITA)           | 86.             |
| 97              | Diego Sevilla (ESP)          | 64.             |

| Groupama-FDJ GFC | Groupama-FDJ GFC            | Groupama-FDJ GFC |
| ---------------- | --------------------------- | ---------------- |
| Nr.              | Rytter                      | Placering        |
| 101              | Thibaut Pinot (FRA)         | 49.              |
| 102              | Lewis Askey (GBR)           | 35.              |
| 103              | Antoine Duchesne (CAN)      | DNF              |
| 104              | Fabian Lienhard (SUI)       | 63.              |
| 105              | Tobias Ludvigsson (SWE)     | 60.              |
| 106              | Sébastien Reichenbach (SUI) | 14.              |
| 107              | Attila Valter (HUN)         | 4.               |

| Ineos Grenadiers IGD | Ineos Grenadiers IGD       | Ineos Grenadiers IGD |
| -------------------- | -------------------------- | -------------------- |
| Nr.                  | Rytter                     | Placering            |
| 111                  | Salvatore Puccio (ITA)     | DNF                  |
| 112                  | Richard Carapaz (ECU)      | 30.                  |
| 113                  | Jhonatan Narváez (ECU)     | 6.                   |
| 114                  | Carlos Rodríguez (ESP)     | 20.                  |
| 115                  | Ben Swift (GBR) (landevej) | DNF                  |
| 117                  | Ben Turner (GBR)           | 81.                  |

| Intermarché-Wanty-Gobert Matériaux IWG | Intermarché-Wanty-Gobert Matériaux IWG | Intermarché-Wanty-Gobert Matériaux IWG |
| -------------------------------------- | -------------------------------------- | -------------------------------------- |
| Nr.                                    | Rytter                                 | Placering                              |
| 121                                    | Quinten Hermans (BEL)                  | 54.                                    |
| 122                                    | Jan Bakelants (BEL)                    | DNF                                    |
| 123                                    | Théo Delacroix (FRA)                   | DNF                                    |
| 124                                    | Simone Petilli (ITA)                   | 9.                                     |
| 125                                    | Domenico Pozzovivo (ITA)               | DNF                                    |
| 126                                    | Lorenzo Rota (ITA)                     | 13.                                    |
| 127                                    | Taco van der Hoorn (NED)               | 80.                                    |

| Israel-Premier Tech IPT | Israel-Premier Tech IPT  | Israel-Premier Tech IPT |
| ----------------------- | ------------------------ | ----------------------- |
| Nr.                     | Rytter                   | Placering               |
| 131                     | Jakob Fuglsang (DEN)     | 36.                     |
| 132                     | Matthias Brändle (AUT)   | DNF                     |
| 133                     | Alexander Cataford (CAN) | 77.                     |
| 134                     | Simon Clarke (AUS)       | 26.                     |
| 135                     | Taj Jones (AUS)          | DNF                     |
| 136                     | Krists Neilands (LAT)    | 57.                     |
| 137                     | Guy Sagiv (ISR)          | DNF                     |

| Jumbo-Visma TJV | Jumbo-Visma TJV              | Jumbo-Visma TJV |
| --------------- | ---------------------------- | --------------- |
| Nr.             | Rytter                       | Placering       |
| 141             | Tiesj Benoot (BEL)           | DNF             |
| 142             | Koen Bouwman (NED)           | 45.             |
| 144             | Robert Gesink (NED)          | 68.             |
| 145             | Sepp Kuss (USA)              | 31.             |
| 146             | Timo Roosen (NED) (landevej) | 72.             |
| 147             | Milan Vader (NED)            | 50.             |

| Lotto-Soudal LTS | Lotto-Soudal LTS         | Lotto-Soudal LTS |
| ---------------- | ------------------------ | ---------------- |
| Nr.              | Rytter                   | Placering        |
| 151              | Tim Wellens (BEL)        | 8.               |
| 152              | Victor Campenaerts (BEL) | DNF              |
| 153              | Roger Kluge (GER)        | 59.              |
| 154              | Andreas Kron (DEN)       | 24.              |
| 155              | Harry Sweeny (AUS)       | HD               |
| 156              | Maxim Van Gils (BEL)     | 53.              |
| 157              | Brent Van Moer (BEL)     | DNF              |

| Movistar Team MOV | Movistar Team MOV        | Movistar Team MOV |
| ----------------- | ------------------------ | ----------------- |
| Nr.               | Rytter                   | Placering         |
| 161               | Alejandro Valverde (ESP) | 2.                |
| 162               | Jorge Arcas (ESP)        | DNF               |
| 163               | Mathias Norsgaard (DEN)  | 75.               |
| 164               | Lluís Mas (ESP)          | DNF               |
| 165               | Nelson Oliveira (POR)    | 33.               |
| 166               | Einer Rubio (COL)        | DNF               |
| 167               | Gonzalo Serrano (ESP)    | 48.               |

| Arkéa-Samsic ARK | Arkéa-Samsic ARK          | Arkéa-Samsic ARK |
| ---------------- | ------------------------- | ---------------- |
| Nr.              | Rytter                    | Placering        |
| 171              | Warren Barguil (FRA)      | 27.              |
| 172              | Anthony Delaplace (FRA)   | 34.              |
| 173              | Miguel Flórez López (COL) | 85.              |
| 174              | Élie Gesbert (FRA)        | DNF              |
| 175              | Romain Hardy (FRA)        | HD               |
| 176              | Alan Riou (FRA)           | 82.              |
| 177              | Clément Russo (FRA)       | 73.              |

| BikeExchange-Jayco BEX | BikeExchange-Jayco BEX   | BikeExchange-Jayco BEX |
| ---------------------- | ------------------------ | ---------------------- |
| Nr.                    | Rytter                   | Placering              |
| 181                    | Michael Matthews (AUS)   | DNF                    |
| 182                    | Sam Bewley (NZL)         | DNF                    |
| 183                    | Kevin Colleoni (ITA)     | 74.                    |
| 184                    | Tsgabu Grmay (ETH)       | DNF                    |
| 185                    | Alexander Konysjev (ITA) | DNF                    |
| 187                    | Matteo Sobrero (ITA)     | DNF                    |

| Team DSM DSM | Team DSM DSM            | Team DSM DSM |
| ------------ | ----------------------- | ------------ |
| Nr.          | Rytter                  | Placering    |
| 191          | Nikias Arndt (GER)      | DNF          |
| 192          | Marco Brenner (GER)     | DNF          |
| 193          | Romain Combaud (FRA)    | 61.          |
| 194          | Chris Hamilton (AUS)    | DNF          |
| 195          | Leon Heinschke (GER)    | DNF          |
| 196          | Joris Nieuwenhuis (NED) | 39.          |

| Trek-Segafredo TFS | Trek-Segafredo TFS            | Trek-Segafredo TFS |
| ------------------ | ----------------------------- | ------------------ |
| Nr.                | Rytter                        | Placering          |
| 201                | Gianluca Brambilla (ITA)      | DNF                |
| 202                | Dario Cataldo (ITA)           | 56.                |
| 203                | Alexander Kamp (DEN)          | 38.                |
| 204                | Antonio Tiberi (ITA)          | 71.                |
| 205                | Quinn Simmons (USA)           | 7.                 |
| 206                | Toms Skujiņš (LAT) (landevej) | 16.                |
| 207                | Edward Theuns (BEL)           | 84.                |

| UAE Team Emirates UAD | UAE Team Emirates UAD      | UAE Team Emirates UAD |
| --------------------- | -------------------------- | --------------------- |
| Nr.                   | Rytter                     | Placering             |
| 211                   | Tadej Pogačar (SLO)        | 1.                    |
| 212                   | Mikkel Bjerg (DEN)         | DNF                   |
| 213                   | Alessandro Covi (ITA)      | 28.                   |
| 214                   | Maximiliano Richeze (ARG)  | DNF                   |
| 215                   | Vegard Stake Laengen (NOR) | DNF                   |
| 216                   | Marc Soler (ESP)           | 79.                   |
| 217                   | Diego Ulissi (ITA)         | 23.                   |